# Hålahults sanatorium

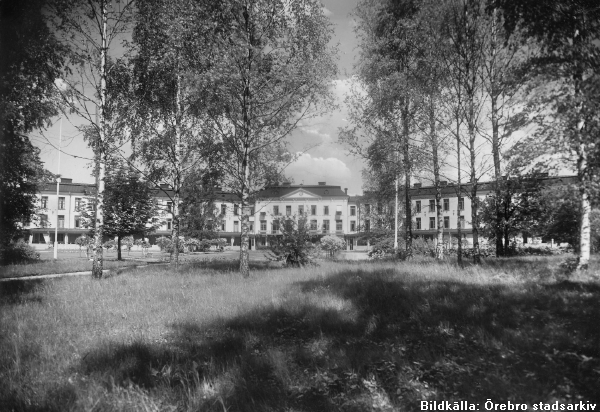
Hålahults sanatorium 1933.

Hålahults sanatorium ligger i Kils socken, Örebro kommun, vid Kilsbergens rand c:a 20 km norr om Örebro. Sanatoriet var ett s.k. jubileumssanatorium, vilket innebär att de uppfördes och drevs med medel från Konung Oscar II:s jubileumsfond. Sanatoriet var avsett för tuberkulospatienter från hela landet, men Örebro läns landsting disponerade 18 vårdplatser. 30 vårdplatser var reserverade för vissa kategorier av statstjänstemän. Totalt kunde 104 patienter vårdas i huvudbyggnaden, dessutom ytterligare vardera 10 patienter i två sommarpaviljonger. Efter sanatorieepoken har sanatoriet använts för psykiatrisk vård och som flyktingförläggning.

## Historia
Byggnationen av Hålahults sanatorium påbörjades 1898, och det invigdes den 13 juli 1900 av kung Oscar II och drottning Sophia. På drottningens begäran uppsattes i entrén en minnestavla som slutade med bibelspråket: "Godt är att i stillhet hoppas på Herrens hjälp". Arkitekt var hovintendent Axel Kumlien, och byggmästare L.J. Karlsson i Örebro stod för byggnationen. Flyglarna inrymde fyra vårdavdelningar, medan mittpartiet upptogs av dagrum, mottagningsrum, kontor och boningsrum. Vinkelrätt från mittpartiet utsträckte sig en ekonomibyggnad inrymmande köksavdelningen. Förutom huvudbyggnaden fanns ligghallar, bostäder för överläkare, syssloman och övrig personal, samt ett tiotal ekonomibyggnader såsom maskinhus, stall, svinhus, torvlada och garage. Vid sanatoriet fanns dessutom tvättinrättning, bageri, postanstalt och bibliotek, samt en trädgård med växthus.
För att minska uppvärmningskostnaderna inköptes den närbelägna Ambobergs mosse. Fr.o.m. 1904 och till början av 1930-talet uppvärmdes sanatoriet med torv från denna mosse. På Hålahult lär enligt en källa även ha förekommit brännvinstillverkning.
Fram till 1948 hade 11 168 patienter fått vård på sanatoriet. I och med att länssanatorier uppfördes, minskade behovet av vårdplatser. Dessutom minskade insjuknandefrekvensen i tuberkulos tack vare calmettevaccination. Som sanatorium avvecklades Hålahult år 1953. Istället övergick det till att vara ett vårdhem för lättskötta psykiskt sjuka i Örebro läns landstings regi. Patienter flyttades från Örebro, mestadels från den upptagningsanstalt för sinnessjuka, som funnits vid Örebro stads vårdhem vid Storgatan. Som vårdhem fungerade Hålahult till i mitten av 1990-talet, varefter det under några år användes som flyktingförläggning. Fastigheterna är idag i privat ägo.

## Sanatorieepoken

### Behandlingen av tuberkulos
Behandlingen bestod länge av den klassiska "hygienisk-dietetiska" sanatoriekuren, utarbetad av tyskarna Brehmer och Dettweiler. Denna behandling gick ut på att öka den naturliga resistensen mot sjukdomen. I kuren ingick vila, frisk luft och lämplig kost. När det gäller vila, menade man att horisontalläget gav en rikligare fyllnad i lungspetsarna, och sängläge därför skulle bidra till en förbättrad läkningstendens. Friskluftsbehandlingen var viktig. Den bedrevs både genom riklig ventilation, promenader och genom vila i ligghallar. Maten skulle vara vanlig, omväxlande svensk husmanskost. Man experimenterade med olika specialkurer, bl.a. den Gersonska, saltfria kosten, men den gav inga påtagliga resultat.
År 1947 behandlades det första fallet på Hålahult med paraaminosalicylsyra (PAS). Även streptomycin användes från samma tid, men i mindre utsträckning. Preparaten var dyra, resistensutvecklingen var ett problem, och man frågade sig i början av 1950-talet om de berättigade höga kostnaderna som de åsamkade sanatoriet.
Kollapsbehandling var en annan behandlingsmetod. Tbc-bakterier är beroende av syre, och genom att låta lungan kollapsa, genom att till exempel införa kvävgas i lungsäcken, blir syrgastillgången för bakterierna mindre. Samma syfte tjänade revbensoperationen. Kvävgasbehandling med tillhörande "bränning" utnyttjades mycket på Hålahult, medan revbensoperationer var sällsynta. Redan 1908 gjorde dr  Carl E. Waller den första svenska kvävgasinstillationen.

### Dagordning
- 8.00 Uppstigning
- 9.00 Frukost, efter denna morgonbön
- 10.00 Friluftsvistelse, promenad enligt ordination
- 10.30-11.30 Liggkur
- 12.00 Lunch
- 12.30 Promenad
- 13.00-14.45 Liggkur under tystnad
- 15.00 Kaffe
- 16.15 Friluftsvistelse, promenad enligt ordination
- 16.45-17.45 Liggkur
- 18.00 Middag
- 20.00 Läggdags
- 21.30 Släckt och tyst

### Styresmän och överläkare
- 1900-1926 Carl E. Waller (1856-1927)
- 1926-1954 Olof Stendahl (f. 1890)